# ائتلاف ژوراسیک‌پارک
ائتلاف ژوراسیک‌پارک یا یه دشت سبز نام تک‌آهنگی از گروه موسیقی کیوسک است که آرش سبحانی در نیویورک در اعتراض به سفر محمود احمدی‌نژاد به سازمان ملل متحد در سال ۲۰۰۹ و در حمایت از جنبش سبز آن را ساخته بود. سبحانی این آهنگ را به اعضای شورای نگهبان تقدیم کرده بود و در آن نقش شورای نگهبان را در حکومت جمهوری اسلامی ایران به سخره گرفته بود. همچنین کیوسک این آهنگ را در مارس ۲۰۱۰ در انستیتو هنر معاصر لندن در روی صحنه اجرا کرد که با استقبال تماشاچیان روبرو شد.

## متن آهنگ
متن ترانه یه دشت سبز بدون احتساب عبارت‌های تکراری به این شرح است:
دایناسورا همگی جمعن، ائتلاف ژوراسیک پارک
مشغول استصواب و نظارت، همه چپیدن ته یه غار
حساسیت به نور و آفتاب، کوردلی مزمن
انجماد مغزی، عوارض عصر یخ‌بندان
ابطال رأی حقیقت، تأیید صلاحیت دروغ
صیانت از تکرار حماقت توی حماسهٔ حضور
شمارش ذهنی آرا، بدون مسئولین ذی‌ربط
مهرورزی به زور چماق، همه عدالت‌تونو دیدن
ته این تونل وحشت، می‌بینم یه نوری هست
پشت این دیوار سنگی؛ یه دشت سبز
کفتارا و شغالا، مسئول امنیت این غارن
خرمن کینه درو می‌کنن و تخم خشونت می‌کارن
این روزا پوشش ملی شده چشم‌بند و دست‌بند و زنجیر
یه خواهش کوچیک دارم آقا رأی ما رو از اینا پس بگیر
ته این تونل وحشت، می‌بینم یه نوری هست
پشت این دیوار سنگی؛ یه دشت سبز
حکومت سقوط ارزش پول، سقوط ارزش انسان
سقوط پی‌درپی توپولف توی دشتای قزوین و کرمان
حکومت ترس، حکومت قصاص، حکومت تعذیر و زندان
حکومت سکوت، حکومت سقوط، به‌لطف شورای نگهبان
ته این تونل وحشت، می‌بینم یه نوری هست
پشت این دیوار سنگی؛ یه دشت سبز